# Ines Estedt
Ines Estedt (Magdeburgo, RDA, 12 de diciembre de 1967) es una deportista alemana que compitió en triatlón. Ganó tres medallas en el Campeonato Mundial de Triatlón de Larga Distancia entre los años 1995 y 2002, y una medalla en el Campeonato Europeo de Triatlón de Larga Distancia de 1995.

## Palmarés internacional
| Campeonato Mundial | Campeonato Mundial | Campeonato Mundial | Campeonato Mundial |
| Año                | Lugar              | Medalla            | Prueba             |
| ------------------ | ------------------ | ------------------ | ------------------ |
| 1995               | Niza (Francia)     | Medalla de bronce  | Individual         |
| 1997               | Niza (Francia)     | Medalla de oro     | Individual         |
| 2002               | Niza (Francia)     | Medalla de oro     | Individual         |
| Campeonato Europeo |                    |                    |                    |
| Año                | Lugar              | Medalla            | Prueba             |
| 1995               | Jümme (Alemania)   | Medalla de oro     | Individuall        |